# Cristina Alves
Cristina Alves da Silva Braga (Vitória, 1989) é uma miss, modelo e advogada brasileira. Ganhou destaque em concursos de beleza ao ser a representante do seu país no Miss Beleza Internacional de 2013.
Formada em Direito, Cristina é pós-graduanda em Direito Administrativo.

## Concursos de beleza

### Miss Rio Grande do Norte
Modelo da Tráfego Models - agência que coordena o concurso estadual - desde 2007, Cristina venceu o concurso de Miss Parnamirim e seguiu rumo ao maior título do Rio Grande do Norte. Favorita de muitos, a bela desbancou outras 21 candidatas e venceu, na edição realizada no dia 8 de agosto de 2013 no Vila Hall, espaço de eventos localizado em Natal. Com isso, Cristina carimbou seu passaporte para Minas Gerais, onde se realizaria mais tarde o Miss Brasil 2013.

### Miss Brasil
Em Belo Horizonte, Minas Gerais, onde o concurso de Miss Brasil 2013 foi realizado, a potiguar ficou em entre as dez semifinalistas. A vitória foi para a matogrossense Jakelyne Oliveira, que posteriormente ficaria em 5º. lugar no Miss Universo 2013. Devido ao seu carisma e beleza, Cristina foi convidada por Boanerges Gaeta - ex-diretor do Miss Brasil - que coordena o envio de brasileiras ao Miss Beleza Internacional para ser a nova Miss Brasil Internacional.

### Miss Beleza Internacional
Para ver todas as classificações das representantes brasileiras no concurso, vá até Brasil no Miss Internacional
- Com o convite aceito, a brasileira viajou para o Japão, mais precisamente em Tóquio, para disputar a 53ª edição do certame internacional. Lá, se consagrou umas das quinze semifinalistas da noite, a vitoriosa foi a filipina Bea Rose Santiago. Com a classificação de Cristina, o Brasil se mantém por três anos seguidos entre as semifinalistas do concurso.[4]